# 鄂不锡衮青台吉
鄂不锡衮青台吉（?—?），又作乌巴繖察青台吉、青台吉、五八山只台吉等，孛儿只斤氏，达延汗第十子。
母亲古实哈屯，达延汗统一蒙古之后，为阿苏特部、永谢布部领主。驻在蓟州镇边外以北。由两个儿子锡喇（五班）和阿齐继承。死后儿子内讧，锡喇杀死阿齐，两部被巴尔斯博罗特第七子博迪达喇鄂特罕台吉夺得。